# Miroslava Nová

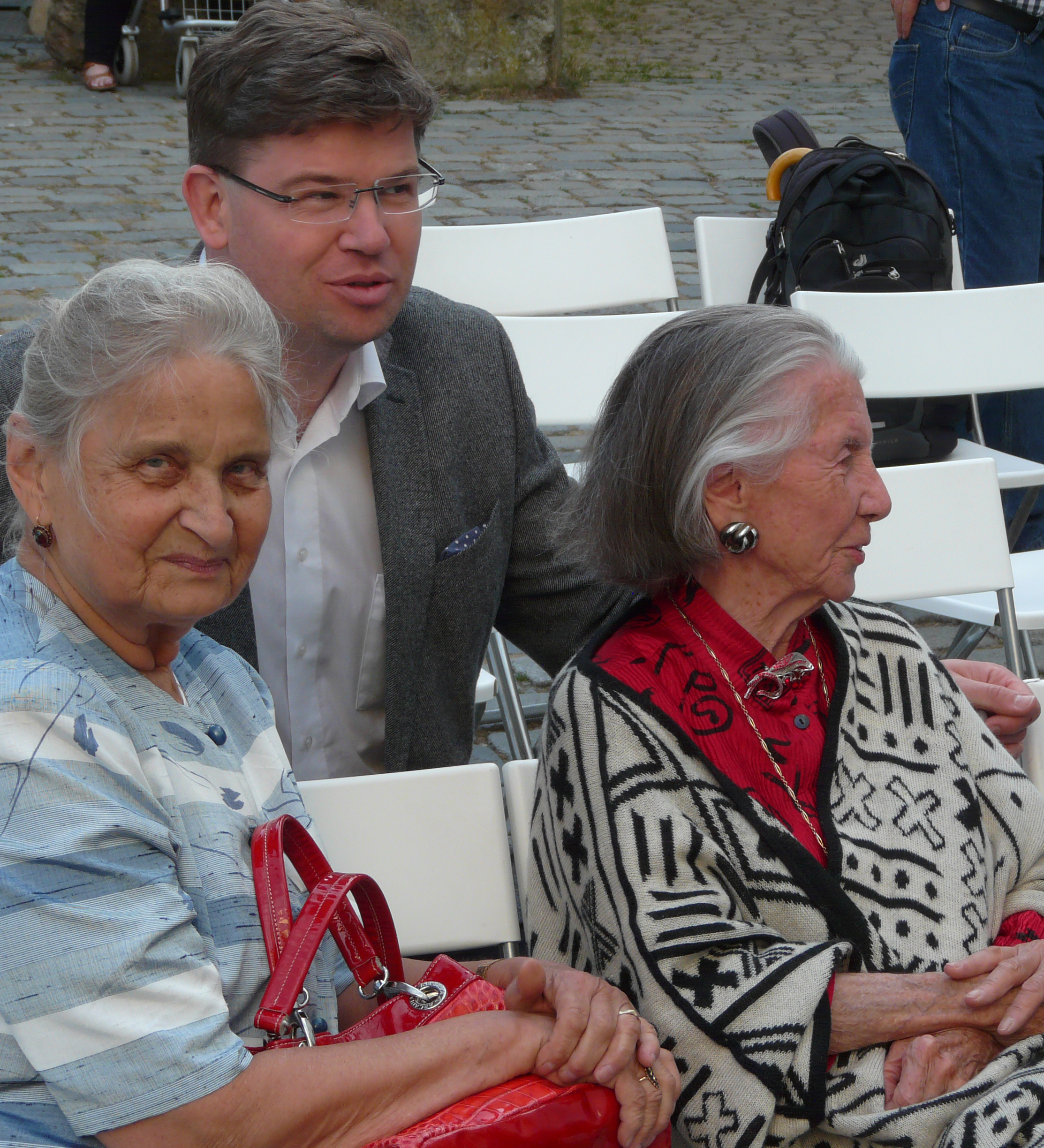

Miroslava Nová (* 24. ledna 1935, Malnice) je česká sochařka a medailérka.

## Životopis
V letech 1966 – 1969 vystudovala výtvarnou výchovu na Pedagogické fakultě v Plzni. Dlouhá léta pedagogicky působila na LŠU, později na ZUŠ v Plzni. Je členkou plzeňské tvůrčí skupiny P 89.
Zprvu se věnovala figurální plastice a medailérství v kontextu tradičních žánrů (portrét, figura), od roku 1968 začala pracovat s kamenem, zpočátku s pískovci, později volila nejčastěji české mramory. Zásadním způsobem ji oslovila teze, která zazněla na jedné z přednášek Igora Zhoře o „právu sochaře hledat si svůj tvar“. Na výstavě skupiny Den 69 ve výstavní síni plzeňského Dominiku poprvé samostatně představila nový, nefigurativní projev, založený na intuitivním hledání a formulování elementárních organických forem v přirozené skladebnosti rostlého kamene. Reakce výtvarné veřejnosti v Plzni byla spíše chladná (s čestnými výjimkami např. Bronislava Losenického či Květy Monhartové), právo volně zacházet s kamenem jí však potvrdil rovněž Zdeněk Sýkora, který tyto práce jako první oceňoval. Výsledek neřídí apriorní návrh, nýbrž rozhoduje o něm interakce tvarujícího gesta a vlastní tektoniky kamene, v níž se postupně odkrývá organická skladebnost a estetická hodnota autonomního útvaru, ležícího mezi kreativními silami přírody a člověka. Tento typ sochařské tvorby rozvíjí po desetiletí v řadě tvůrčích řešení. Kámen trpělivě opracovává klasickými sochařskými nástroji, vědomě pracuje s výrazovou funkcí různých typů povrchového utváření v zdlouhavém, fyzicky náročném procesu. Vytváří sestavy a kompozice z několika abstrahovaných organických kamenných forem (tento typ reprezentuje i dílo z Artotéky města Plzně), kombinuje kamenné objekty s dřevěnými kmeny, případně z těchto objektů sui genesis vytváří soubory koncipované jako instalace.
Samostatně vystavuje od 70. let, k nejvýznamnějším patřily výstavy U Bílého Jednorožce (2003), v Galerii města Plzně 2005, v Galerii Bratří Špillarů v Domažlicích 2006. Zúčastnila se řady skupinových výstav, v posledních letech především zejm. se skupinou P 89. Významná pro ni byla opakovaná účast na mezinárodních sympoziích v Uherském Hradišti (lité medaile a drobné plastiky) a ve Vejprtech (pískovec). Několikrát vystavovala na FIDEM ( Neuschatel, Londýn, Paříž, Lisabon, Výmar, Haag). V roce 2006 se zúčastnila výstavy Zření. Miroslav Tázler a meditativně-lyrické tendence v plzeňské tvorbě (GmP, 2006, katalog).

## Studia
- 1966 – 1969 Pedagogická Fakulta Plzeň
- 1954 Pedagogické gymnázium

## Učitelství
Dlouhá léta pedagogicky působila na LŠU, později na ZUŠ v Plzni.

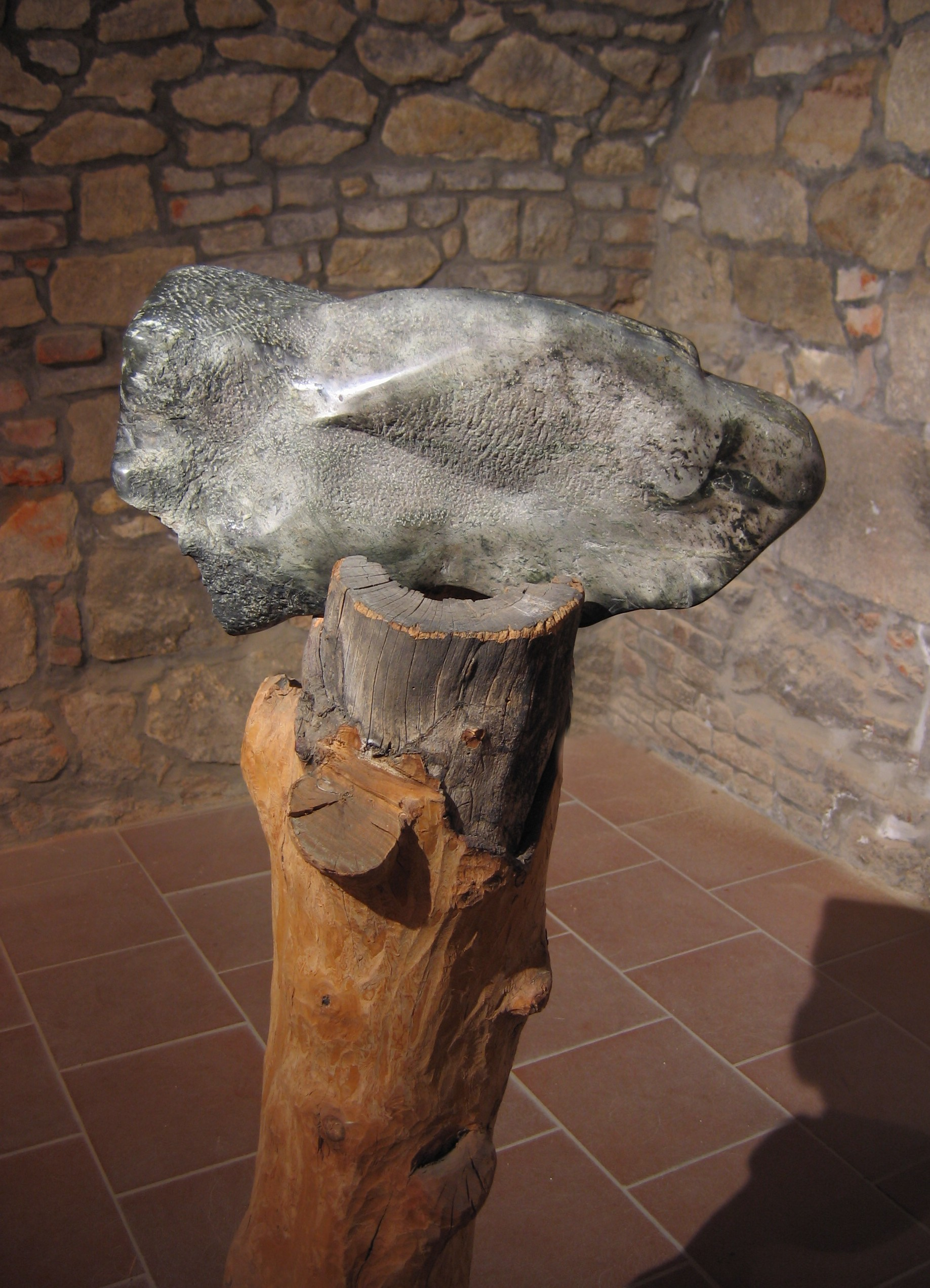
Delfín, suchomastský mramor na kameni, výška 38 cm, 1997

## Samostatné výstavy
- 2022 Zámek Nebílovy, s Kamila Hoja-Še
- 2015 Museum Kampa / Socha
- 2014 Wroclav, s O. Duškem
- 2012 Zámek Březnice, s MUDr. Jiřím Beranem
- 2011 Plzeň, Galerie Jiřího Trnky
- 2011 Ostrov nad Ohří, s D. Raunerovou
- 2009 Arad - 3 Češi, s V. Malinou a D. Šlajsem
- 2006 Galerie bratří Špillarů, Domažlice, ( s Květou Monhartovou)
- 2003 Galerie U Bílého jednorožce, Klatovy
- 2001 Český rozhlas Plzeň, (s Květou Monhartovou)
- 1999 Západočeská galerie, výstavní síň 13, Plzeň
- 1998 Maecenas, Plzeň, (s V Malinou)
- 1994 Agrobanka, Plzeň, (s Květou Monhartovou)
- 1993 Galerie Jiřího Trnky, Plzeň, (s Květou Monhartovou)
- 1992 Galerie Jiřího Trnky, Plzeň, (se S. Jurikem)
- 1985 Luna, Plzeň
- 1980 Centrum, Plzeň, (s Květou Monhartovou)
- 1980 Starý Plzenec, (s B. Losenickým)
- 1976 Luna, Plzeň, (s Květou Monhartovou)

## Kolektivní výstavy
2007
- Výtvarné profily, Muzeum jižního Plzeňska, Blovice

2006
- Zření, Galerie města Plzně, Plzeň
- Plzeňská pěna, Galerie Caesar, Olomouc
- Plzeňská pěna, Pécz, Maďarsko
- SOCHAři 2006, Západočeská galerie, Plzeň

2005
- Triáda, Galerie města Plzně, Plzeň
- Tvůrčí skupina P 89, Duchcov, Děčín

2004 Fidem XXIX, Seixal, Portugal
- Tvůrčí skupina P89, Ostrov nad Ohří
- Grosse Ostbayerische Kunstausstellung, Regensburg

2003
- 4. medailérský salon, Galerie Slováckého muzea, Uherské Hradiště

2002
- 7. mezinárodní sympozium lité medaile, plakety a drobné plastiky, Galerie Slováckého muzea, Uherské Hradiště
- Tvůrčí skupina P 89, Mariánská Týnice
- Fidem XXVIII, Paris, France

2001
- Tvůrčí skupina P 89 Plzeň, Galerie V Zahradě, Kolín
- Tvůrčí skupina P 89, Regensburg

2000
- Fidem XXVII, Výmar
- Tvůrčí skupina P 89, Vodňany

1999
- 3. salón medaile, Jablonec nad Nisou, Jihlava
- Tvůrčí skupina P 89 v roce 10, X. centrum, Plzeň

1998
- P 89 - Rozmluvy, Univerzitní galerie, Plzeň
- Fidem XXVI, Haag

1997
- Tvůrčí skupina P 89, Mladá Boleslav
- Křesťanská inspirace, Muzeum, Říčany
- Křesťanská inspirace, Klášter menších bratří, Praha

1996
- Mezinárodní sympozium, Vejprty (kámen)
- Fidem XXV, Neuschatel
- Žena Evropa, Frederiksberg, Kodaň
- Česká medaile 1987/96, Starý palác, Pražský hrad, Praha
- Bienále kresby, Plzeň
- Tvůrčí skupina P 89, Plasy

1995
- Žena Evropa, Kodaň, Saksköbing, Lyngby
- Žena Evropa, Linec, Austria
- Femina, Muzeum J. A. Komenského, Plzeň
- Žena Evropa, Maecenas, Plzeň
- Proeko, radnice, Plzeň
- Výstava UVU plzeňské oblasti, Plzeň

1994
- 2. salón - Akt na medaili, Brno
- Socha v kameni, Vojanovy sady, Praha
- Proeko, Galerie J. Trnky, Plzeň
- Saltzstadel, Ragensburg, Německo
- Socha, kresba, Jihlava

1993 Komorní plastika, Mánes, Praha
- Socha, kresba, Mánes, Praha

1992 Výstava UVU plzeňské oblasti, Zwiesel
- Fidem XXIII, Londýn, Anglie
- Künstler aus Pilsen, Vilshofen
- 1. salón medaile, Brno
- Výstava UVU plzeňské oblasti, Plzeň

1991
- Portrét, Galerie J. Trnky, Plzeň
- Výstava UVU plzeňské oblasti, Zwiesel
- Art 91, Plzeň
- České dějiny na medaili a plaketě, Lobkovický palác, Praha, Kremnice
- České dějiny na medaili a plaketě, Kremnice

1990
- Výstava UVU plzeňské oblasti, Plzeň
- Žena, Galerie J. Trnky, Plzeň

1989
- Západočeští výtvarní umělci, Výstaviště - salón, Plzeň
- Bienále - současná komorní plastika, Trenčín, Mánes, Praha
- 18 x žena, Plzeň, Praha, Milevsko

1988
- Západočeští výtvarní umělci, Mánes, Praha
- Komorní plastika, Klatovy, Plzeň

1987
- Komorní plastika, Rokycany
- Volné umění, Plzeň

1985
- Západočeští výtvarní umělci, Plzeň, Karlovy Vary

1983
- Západočeští výtvarní umělci, Karlovy Vary, Plzeň

1980
- Západočeští výtvarní umělci, Karlovy Vary, Plzeň

1978
- Západočeští výtvarní umělci, Sokolov, Vřesová

1971
- Blatná - Den 69, Plzeň

## Rozhovory, autorské texty
- 1999 Malina Václav: Nové kameny, Spektrum - zrcadlení plzeňské kultury, č. 4, str 15-16

## Sbírky
- Artotéka města Plzně
- Galerie bratří Špillarů, Domažlice
- Galerie Caesar, Olomouc
- Muzeum města Blovice
- Galerie Karlovy Vary
- Galerie Klatovy / Klenová, Klatovy
- Západočeská galerie Plzeň
- Britské muzeum Londýn
- Slovácká galerie, Uherské Hradiště
- soukromé sbírky v ČR a zahraničí

## Ocenění
- Evropská medaile Franze Kafky

## Sympozia
- 2006 Vejprty, kámen / umístění v Bakešově nemocnici v Brně
- 2004 Vejprty, kámen
- 2002 Uherské Hradiště, bronz
- 1997 Vejprty, kámen
- 1995 Plzeň, dřevo